# Cryptocarya impressa
Cryptocarya impressa är en lagerväxtart som beskrevs av Friedrich Anton Wilhelm Miquel. Cryptocarya impressa ingår i släktet Cryptocarya och familjen lagerväxter. Utöver nominatformen finns också underarten C. i. tonkinensis.